# "音楽都市こおりやま"市民音楽祭
"音楽都市こおりやま"市民音楽祭（おんがくとしこおりやましみんおんがくさい）は郡山市内で開催される複数の音楽イベントの総称である。

## 概要
いくつかの主催イベントと、認定を受けた参加イベントで構成される。参加イベントは音楽文化の向上に寄与する非営利の公開イベントを参加条件とし、参加が認められると「"音楽都市こおりやま"市民音楽祭」の冠をつけた郡山市と同市教育委員会の後援イベントとして、同市の音楽イベントカレンダー等にも掲載される。

## 内容
内容は年によって異なるが、音楽のジャンルに制限がないので、クラシックやジャズ、市内のふれあい科学館で行われる月や星にちなんだコンサートなど、多岐にわたる。

### 音楽都市こおりやま ふれあいコンサート
主催イベントの一つで、1996年から開催されているオーケストラ中心のコンサート。入場は無料だが事前に申し込みが必要。
2021年は新型コロナウイルス流行による緊急事態宣言の発令により中止になった。